# اسن‌بغاز (گوله)
اسن‌بغاز (به ترکی استانبولی: Esenboğaz) یک منطقهٔ مسکونی در ترکیه است که در گوله (شهر) واقع شده‌است.